# Dongen
Dongen (em neerlandês:  Dongenⓘ) é um município da província de Brabante do Norte, nos Países Baixos. No passado, foi lar de uma indústria de couro lucrativa. A cidade está localizada perto de um pequeno rio chamado "Donge" (cerca de dez metros de diâmetro), cujas águas foram usadas extensivamente para a indústria do couro. O Automóvel Aerts foi construído aqui em 1899.
Conta atualmente com uma população de cerca de 25.500 habitantes.

## Centros populacionais
- Dongen (população: 22,270)
- 's Gravenmoer (2,220)
- Vaart (500)
- Klein-Dongen (220)

## Personalidades da cidade
- Wardt van der harst (Re-Ward)
- Rolf Snoeren (1969) Desenhista de moda.
- Karel Willemen (1967) Designer.